# Baksjön (Dorotea socken, Lappland, 713136-153667)
Baksjön är en sjö i Dorotea kommun i Lappland och ingår i Ångermanälvens huvudavrinningsområde. Sjön har en area på 0,19 kvadratkilometer och ligger 326 meter över havet.

## Delavrinningsområde
Baksjön ingår i det delavrinningsområde (713216-153722) som SMHI kallar för Utloppet av Mårdsjön. Medelhöjden är 344 meter över havet och ytan är 9,46 kvadratkilometer. Räknas de 2 avrinningsområdena uppströms in blir den ackumulerade arean 57,91 kvadratkilometer. Mårdsjöbäcken som avvattnar avrinningsområdet har biflödesordning 5, vilket innebär att vattnet flödar genom totalt 5 vattendrag innan det når havet efter 271 kilometer. Avrinningsområdet består mestadels av skog (56 procent) och sankmarker (13 procent). Avrinningsområdet har 1,95 kvadratkilometer vattenytor vilket ger det en sjöprocent på 20,6 procent.